# میدوی، شهرستان ورمیلیون، ایلینوی
میدوی (به انگلیسی: Midway) یک منطقهٔ مسکونی در ایالات متحده آمریکا است که در شهرستان ورمیلون، ایلینوی واقع شده‌است. میدوی ۲۰۶٫۹۶ متر بالاتر از سطح دریا واقع شده‌است.